# 구글 파일 시스템
구글 파일 시스템(Google File System, GFS 또는 GoogleFS)은 구글에 의해 자기 회사 사용 목적으로 개발된 분산 파일 시스템이다. 일반 상용 하드웨어를 이용하여 대량의 서버를 연결하여 데이터에 대한 접근이 효율적이고 안정적이다. 새로운 버전의 구글 파일 시스템 코드이름은 콜로서스(Colossus)이다.

## 설계

구글 파일 시스템. 사용자와 시스템간의 상호 작용이 아니라 시스템과 시스템간의 상호작용을 위한 설계임. Chunk 서버들은 데이터를 자동으로 복사함.

GFS는 엄청나게 많은 데이터를 보유해야 하는 구글의 핵심 데이터 스토리지와 구글 검색 엔진을 위해 최적화되었다. 구글 초창기에 래리 페이지와 세르게이 브린에 의해 개발된 “빅파일”에서 개선된 것이다. 파일들은 일반적인 파일 시스템에서의 클러스터들과 섹터들과 비슷하게 64MB로 고정된 크기의 청크들로 나뉜다. 이것들은 덮어쓰거나 크기를 줄이는 경우가 극히 드물며 보통 추가되거나 읽혀지기만 한다. 가격이 저렴한 범용 컴퓨터들로 구성되고 집적도가 높은 구글의 컴퓨팅 클러스터들에서 잘 동작하도록 최적화되었다. 가격이 저렴한 서버에서도 사용되도록 설계되었기 때문에 하드웨어 안정성이나 자료들의 유실에 대해서 고려하여 설계되었고 레이턴시가 조금 길더라도 데이터의 높은 스루풋에 중점을 두었다.

## 같이 보기
- 파일 시스템
- 분산 파일 시스템
- 러스터 (파일 시스템)
- 하둡과 “하둡 분산 파일 시스템”(HDFS)
- 구글의 제품 목록
- 빅테이블
- 클라우드 스토리지
- 클라우드스토어
- Fossil: 플랜 9의 네이티브 파일 시스템
- 맵리듀스

## 참고 문헌
- Carr, David F (2006년 7월 6일), “How Google Works”, 《Baseline》[깨진 링크(과거 내용 찾기)].
- Ghemawat, S.; Gobioff, H.; Leung, S. T. (2003). 〈The Google file system〉. 《Proceedings of the nineteenth ACM Symposium on Operating Systems Principles - SOSP '03》 (PDF). 29쪽. doi:10.1145/945445.945450. ISBN 1581137575. 10.1.1.125.789.